# Quadrastichus
Quadrastichus is een geslacht van vliesvleugeligen uit de familie Eulophidae. De wetenschappelijke naam van dit geslacht is voor het eerst geldig gepubliceerd in 1913 door Girault.

## Soorten
Het geslacht Quadrastichus omvat de volgende soorten:
- Quadrastichus admirofuniculus (Kostjukov, 1995)
- Quadrastichus ainsliei (Gahan, 1917)
- Quadrastichus anysis (Walker, 1839)
- Quadrastichus artemisiphilus Graham, 1991
- Quadrastichus baadhoicus Kostjukov, 2000
- Quadrastichus baldufi (Burks, 1943)
- Quadrastichus bararius Narendran, 2007
- Quadrastichus bardus Prinsloo & Kelly, 2009
- Quadrastichus brevifuniculus (Kostjukov, 1976)
- Quadrastichus brevinervis (Zetterstedt, 1838)
- Quadrastichus centor (Graham, 1961)
- Quadrastichus cerolus Narendran, 2007
- Quadrastichus citrella Reina & La Salle, 2004
- Quadrastichus citrinus (Thomson, 1878)
- Quadrastichus colothorax Graham, 1991
- Quadrastichus cryptorrhynchi (Domenichini, 1967)
- Quadrastichus dasineurae Doganlar, LaSalle, Sertkaya & Doganlar, 2009
- Quadrastichus davius Narendran, 2007
- Quadrastichus delusus Narendran, 2007
- Quadrastichus demiticus Narendran, 2007
- Quadrastichus dentatus (Kostjukov, 1978)
- Quadrastichus diarthronomyiae (Gahan, 1923)
- Quadrastichus dicleus Narendran, 2007
- Quadrastichus elachistus Graham, 1991
- Quadrastichus erythrinae Kim, 2004
- Quadrastichus fagri Narendran, 2007
- Quadrastichus flavus (Howard, 1897)
- Quadrastichus flora (Girault, 1917)
- Quadrastichus fungicola Graham, 1991
- Quadrastichus gallicola Prinsloo & Kelly, 2009
- Quadrastichus garuda Narendran, 2007
- Quadrastichus getiolus Narendran, 2007
- Quadrastichus haitiensis (Gahan, 1929)
- Quadrastichus ingens Prinsloo & Kelly, 2009
- Quadrastichus lantanae Narendran, 2007
- Quadrastichus lasiocerus (Graham, 1961)
- Quadrastichus lavania Narendran, 2007
- Quadrastichus lekatus Narendran, 2007
- Quadrastichus liriomyzae Hansson & LaSalle, 1996
- Quadrastichus longiclavatus Narendran, 2005
- Quadrastichus longicorpus (Khan & Shafee, 1988)
- Quadrastichus lurvi Narendran, 2007
- Quadrastichus malhamensis (Graham, 1961)
- Quadrastichus mangalae Narendran, 2007
- Quadrastichus mendeli Kim & La Salle, 2008
- Quadrastichus misellus (Delucchi, 1954)
- Quadrastichus moskwitini (Kostjukov, 1990)
- Quadrastichus multisensillis (Kostjukov, 1995)
- Quadrastichus narangae Narendran, 2007
- Quadrastichus nigrinotatus Girault, 1913
- Quadrastichus obrutschevi (Kostjukov, 1990)
- Quadrastichus orientalis (Kostjukov, 1995)
- Quadrastichus ovulorum (Ferrière, 1930)
- Quadrastichus pedicellaris (Thomson, 1878)
- Quadrastichus pellucens (Erdös, 1969)
- Quadrastichus pellucidis (Kostjukov, 1995)
- Quadrastichus pennantipterus (Kostjukov, 1995)
- Quadrastichus perissiae (Janata, 1912)
- Quadrastichus pigarevitschae Kostjukov, 2000
- Quadrastichus plaquoi Reina & La Salle, 2004
- Quadrastichus praecox (Graham, 1961)
- Quadrastichus pseudoecus (Kostjukov, 1995)
- Quadrastichus pteridis Graham, 1991
- Quadrastichus pulchriventris (Girault, 1916)
- Quadrastichus punctatus (Kostjukov, 1978)
- Quadrastichus rosarum Yegorenkova & Yefremova, 2007
- Quadrastichus sajoi (Szelényi, 1941)
- Quadrastichus saraicus Narendran, 2007
- Quadrastichus schamora (Kostjukov, 1995)
- Quadrastichus schuvachinae (Kostjukov, 1995)
- Quadrastichus semilongifasciatus (Girault, 1916)
- Quadrastichus solidaginis (Burks, 1943)
- Quadrastichus soloni Kostjukov, 2000
- Quadrastichus stenocranus Graham, 1991
- Quadrastichus stomalis Narendran, 2007
- Quadrastichus storozhevae Kostjukov, 2000
- Quadrastichus sudheeri Narendran, 2007
- Quadrastichus thysanotus (Förster, 1861)
- Quadrastichus ulysses (Girault, 1916)
- Quadrastichus urbanus (Kostjukov, 1978)
- Quadrastichus ussuriensis (Kostjukov, 1995)
- Quadrastichus vacuna (Walker, 1839)
- Quadrastichus ventricosus (Graham, 1961)
- Quadrastichus vinitia Narendran, 2007
- Quadrastichus whitmani (Girault, 1916)
- Quadrastichus xanthosoma (Graham, 1974)
- Quadrastichus zaslavskyi Kostjukov, 2000
- Quadrastichus zenta Narendran, 2007